# O Invasor Americano
O Invasor Americano (Where to Invade Next em inglês) é um documentário dos Estados Unidos de 2015 escrito e dirigido por Michael Moore. No filme, no estilo de um diário de viagem, Moore passa tempo em países como Itália, França, Finlândia, Tunísia, Eslovênia, Alemanha e Portugal , onde experimenta métodos alternativos desses países de lidar com os males sociais e econômicos presentes nos Estados Unidos.
É o primeiro filme de Moore em seis anos, estreando em 23 de dezembro de 2015 nos Estados Unidos e Canadá, em uma tiragem limitada de apenas uma semana em cinemas de Los Angeles e Nova Iorque para se qualificar para o Oscar. Ele foi estreado novamente em 12 de fevereiro de 2016, em 308 telas. O filme recebeu resenhas geralmente positivas dos críticos.

## Resumo
O site Rotten Tomatoes descreve o filme como "uma comédia subversiva onde Moore, desempenhando o papel de 'invasor', visita de uma série de nações para saber como os EUA poderiam melhorar suas próprias perspectivas". As nações que visita são Itália, França, Finlândia, Eslovênia, Alemanha, Portugal, Noruega, Tunísia, e Islândia; respectivamente, os temas abordados são os benefícios de trabalhadores, merenda escolar, ensino primário, ensino superior, inclusão de trabalhadores, descriminalização das drogas, sistema prisional, saúde da mulher, e inclusão das mulheres e seu papel de liderança na sociedade. Os países e referências estão listados no site do filme.
Países e tópicos em ordem de aparição:
- Na Itália: os direitos trabalhistas e o bem estar dos trabalhadores – férias remuneradas, licença matrimonial, décimo terceiro salário, duas horas de almoço, licença parental - e fala com executivos da Lardini e Claudio Domenicali, CEO da Ducati
- Na França: merenda escolar e educação sexual
- Na Finlândia: política de educação (quase nenhuma lição de casa, não há testes padronizados), Moore fala com Krista Kiuru, Ministro da Educação finlandês. Moore observa que a música e a poesia foram eliminados do sistema de ensino K-12 dos Estados Unidos.
- Na Eslovênia: ensino superior sem dívidas / sem mensalidades, Moore fala com Ivan Svetlik, reitor da Universidade de Ljubljana, e Borut Pahor, presidente da Eslovênia. A Universidade de Ljubljana, ensina pelo menos 100 cursos em inglês.
- Na Alemanha: direitos trabalhistas e equilíbrio vida–trabalho. Moore visita a fabricante de lápis Faber-Castell, e observa o valor da educação honesta e franca sobre a história nacional, particularmente no que se refere à Alemanha Nazista
- Em Portugal: Dia de Maio, política de drogas de Portugal, sistema de saúde universal, e abolição da pena de morte
- Na Noruega: sistema prisional humano. Moore visita a prisão de segurança mínima Bastøy Prisão e a de segurança máxima, Prisão de Halden. Também observa a resposta da Noruega aos Utøya ataques de 2011
- Na Tunísia: direitos das mulheres, incluindo a saúde reprodutiva, o acesso ao aborto e o seu papel na Revolução na Tunísia e na elaboração da Constituição da Tunísia de 2014. Rached Ghannouchi desaprova o hijab obrigatório, dizendo: "O estado não deve dizer às mulheres como vestir-se, ou interferir em suas vidas."
- Na Islândia: mulheres no poder. Moore fala com Vigdís Finnbogadóttir, a primeira presidente mulher eleita democraticamente; o "Partido Melhor" de Jón Gnarr, que foi eleito Prefeito de Reykjavík; a crise financeira na Islândia em 2008 e a investigação criminal e ação penal de banqueiros, com o procurador Ólafur Hauksson
- A queda do Muro de Berlim

Moore destaca que muitas dessas ideias, na verdade, tiveram origem nos EUA, tais como a proibição constitucional de punição cruel e incomum, a abolição da pena de morte, a luta pela jornada de oito horas, o feriado do Dia de Maio, o movimento pela igualdade de direitos da mulher, etc.